# خلع المفصل
انخلاع المفصل  أو خلع المفصل هي حالةٌ تحدث عندما يكون هناك انفصال غير طبيعى في المفصل،(حيث تجتمع عظمتين أو أكثر). الانخلاع الجزئى هو خلع جزئي (بالإنجليزية Sublaxation).الانخلاع عادة ما تسببه صدمة مفاجئة على المفصل مثل الصدم أو السقوط.خلع المفصل  يمكن أن يسبب الضرر للمكونات المحيطة بالمفصل مثل للأربطة، والأوتار، والعضلات والأعصاب. الخلع يمكن أن يحدث في أي مفصل رئيسى مثل  (الكتف، الركبتين، الخ.) أو ثانوية  مثل (أصابع القدم والأصابع، إلخ.). الأكثر شيوعا هو خلع الكتف.
علاج خلع المفصل هو عادة ما يتم بواسطة الرد المغلق، وهذه هي معالجة تتم بمهارة من أجل إعادة العظام إلى وضعها الطبيعي. رد المفصل ينبغي أن يتم من بواسطة  أشخاص مدربين، لأنها يمكن أن تتسبب في إصابة الأنسجة الرخوة حول الخلع.

## أسباب
خلع المفصل سببه الصدمة أو عندما يقع الفرد على مفصل معين. القوة المطبقة القوية والمفاجئة، إما عن طريق ضربة أو سقوط يمكن أن يؤدى بالعظام في المفصل إلى التهجير أو الخلع من الوضع الطبيعي. مع كل خلع، الأربطة التي تحافظ على ثبات العظم في الموضع الصحيح يمكن أن تتلف أو تتفكك، مما يسهل على انخلاع المفصل في المستقبل.
بعض الأفراد عرضة أكثر لخلع المفاصل بسبب التشوهات الخلقية مثل متلازمة فرط الحركة في المفاصل ومتلازمة إهلرز-دانلوس. متلازمة فرط الحركة هي اضطراب وراثى والذي يعتقد أنه يؤثر على ترميز بروتين الكولاجين في النسيج الضام. الأربطة المتمددة أو المتفككة في المفصل توفر استقرار قليل جدا للمفصل تسمح بسهولة الخلع.

## الأعراض
الأعراض التالية هي شائعة مع أي نوع من التفكك.
- الألم الشديد
- عدم استقرار المفصل.
- تشوه منطقة المفصل.
- انخفاض قوة العضلات
- كدمات أو احمرار في منطقة المفصل.
- صعوبة في تحريك المفصل
- جساءة المفصل.

## العلاج
خلع المفصل عادة ما يمكن رده إلى وضعه الطبيعي بنجاح من خلال متدرب طبى خبير فقط. محاولة رد المفصل بدون أي تدريب يؤدى إلى تفاقم كبير للإصابة.
الأشعة السينية عادة ما تؤخذ لتأكيد التشخيص والكشف عن أي كسور قد حدثت في ذلك الوقت من الخلع. خلع المفصل يمكن رؤيته بسهولة في الأشعة السينية.
عندما يتم تأكيد تشخيص خلع المفصل يتم معالجته برده إلى مكانه الطبيعى. هذا يمكن أن يكون عملية مؤلمة جدا، لذلك عادة تتم هذه المعالجة إما في قسم الطوارئ تحت التهدئة أو في غرفة العمليات تحت التخدير العام.
من المهم أن يتم رد المفصل في أسرع وقت ممكن، كما في حالة الخلع، إمدادات الدم إلى المفصل (أو التركبيات التي بعده) قد تكون عرضة للخطر. هذا ينطبق بشكل خاص في حالة خلع في الكاحل، ويرجع ذلك إلى طبيعة توصيل الدم إلى القدم.
إصابات الكتف يمكن أيضا أن تكون مستقرة جراحيا، اعتمادا على شدة الخلع، باستخدام الجراحة بالمنظار.
بعض المفاصل هي أكثر عرضة من غيرهم للخلع مرة أخرى بعد الإصابة الأولية. ويرجع ذلك إلى ضعف العضلات والأربطة التي تثبت المفصل في مكانه. الكتف هو مثال ساطع على هذا. أي خلع في الكتف ينبغي متابعته مع ب العلاج الطبيعي الدقيق.

### رعاية ما بعد مرحلة العلاج
بعد الخلع، المفاصل المصابة عادة تثبت في مكانها من قبل جبيرة (مباشرة مثل مفاصل الأصابع وأصابع القدمين) أو ضمادة (للمفاصل المعقدة مثل الكتفين). بالإضافة إلى ذلك عضلات المفصل والأوتار والأربطة يجب تعزيزها أيضا. وعادة ما يتم ذلك من خلال مسار العلاج الطبيعي، والتي سوف تساعد أيضا في تقليل فرص تكرار الخلع في نفس المفصل.

## علم الأوبئة
كل مفصل في الجسم يمكن أن يصيبه الخلع، ومع ذلك، هناك مواقع معينة حيث أن معظم الاضطرابات تحدث. الأكثر شيوعا هو خلع مفصل الكتف. النوع الأكثر شيوعا من خلع الكتف هو الخلع الأمامي، والذي يحدث في 95% من الوقت. ياتى بعده خلع الكتف الخلفي، والذي يحدث فقط 3% من الوقت. غيرها من المواقع الأخرى للخلع تشمل الاتى:
- خلع في الكتف
- الركبة: خلع الرضفة
  - العديد من إصابات الركبة يمكن أن يحدث. ثلاثة في المئة من إصابات الركبة هي الصدمة الحادة التي تتسبب في خلع الرضفة.[13] بسبب هذه الاضطرابات تجعل الركبة غير مستقرة، 15% من الخلع يحدث مرة ثانية.[14]
- الكوع: الخلع الخلفي، يمثل  90% من خلع الكوع.[15]
- المعصم: هلالي وحول الهلالى هوالأكثر شيوعا من الخلع[16]
- الإصبع: المفاصل بين السلاميات أو المفاصل السلامية المشطية.[17]
  - في الولايات المتحدة، الرجال هم أكثر عرضة لخلع مفصل الأصابع مع معدل الإصابة 17.8 لكل 100000، شخص-في السنة.[18] النساء لديهم معدل الإصابة 4.65 لكل 100000، شخص-في السنة. متوسط الفئة العمرية التي تتعرض لخلع الإصبع بين 15 إلى 19 عاما.
- الورك: خلع الورك الأمامى والخلفى.
  - الخلع الأمامى هو أقل شيوعا بالنسبة للخلع الخلفى. حوالى 10% من كل حالات الخلع تكون خلع أمامى. وينقسم الخلع الأمامى إلى خلع أمامى علوى وخلع أمامى سفلى الخلع الأمامى العلوى يمثل حوالى 10% من كل حالات الخلع الأمامى وتمثل حالات الخلع الأمامى السفلى 90%.
  - الرجال من سن 16 إلى سن 40 سنة هم أكثر عرضة للتعرض للخلع خلال حوادث السيارات.
  - عندما يحدث خلع في مفصل الورك في شخص ما، هناك احتمالية بنسبة 95% لاصابته في أي جزء من جسمه كذلك.[19]
- القدم: إصابة ليسفرانك